# 2004年マラウイ総選挙
2004年マラウイ総選挙（2004ねんマラウイそうせんきょ）は、2004年5月20日にマラウイで行われた大統領選挙および国民議会議員の選挙のことである。

## 概要
この選挙は元々2004年5月18日に行われる予定であったが、有権者リストの不備に関する苦情を受けて、選挙日が2日間ほど延期された。
選挙は2004年5月20日に無事行われたものの、5月22日になっても選挙結果が公表されなかったため、野党は抗議を行った。その後、5月25日になってようやくマラウイ選挙管理委員会により総選挙の結果が発表され、統一民主戦線の候補であったビング・ワ・ムタリカの当選が宣言された。ムタリカは、現職大統領であったバキリ・ムルジの支援を受けた候補であり、ムルジは2期務めた大統領をムタリカへと禅譲する結果となった。
マラウイには信頼できる世論調査が存在しないが、マラウイのメディアグループによって選挙前に行われた調査では、野党7党からなるムグウイリザノ連合の代表であるグアンダ・チャクアンバが有利と言われていた。

## 候補者
以下に候補者をまとめた。なお、文章中の年齢は選挙公示時点のものである。
- ビング・ワ・ムタリカ：70歳（最低でも75歳以上という説もある）の経済学者。統一民主戦線の候補であるベテラン政治家で、バキリ・ムルジの支援を受けている。
- グアンダ・チャクアンバ：69歳、ムグウイリザノ連合の候補である。チャクアンバは、当時"終身大統領"であったヘイスティングズ・カムズ・バンダの下で上級相と国民軍司令官を務めた経歴を持ち、その後1980年にバンダ暗殺を首謀した嫌疑で逮捕され、12年間を獄中で過ごした後に出所したことで、国民的英雄となった経歴を持つ。
- ブラウン･ムピンガンジラ：55歳、与党から独立して国民民主同盟を立ち上げ、代表者として出馬。
- ジャスティン･マレウェジ：バキリ・ムルジ政権下の副大統領であったが、統一民主戦線からではなく人民進歩運動の代表として出馬した。
- ジョン･テンボ：72歳、マラウイ会議党の代表。

### 大統領選挙の結果
| 候補者                   | 所属政党             | 得票数    | 得票率 |
| ------------------------ | -------------------- | --------- | ------ |
| ビング・ワ・ムタリカ     | 統一民主戦線         | 1,119,738 | 35.9   |
| ジョン・テンボ           | マラウイ会議党       | 846,457   | 27.1   |
| グアンダ・チャクアンバ   | ムグウイリザノ連合   | 802,386   | 25.7   |
| ブラウン・ムピンガンジラ | 国民民主同盟         | 272,172   | 8.7    |
| ジャスティン・マレウェジ | 人民進歩運動         | 78,892    | 2.5    |
| 合計 (投票率 54.3 %)     | 合計 (投票率 54.3 %) | 3,119,645 | 100.0  |
| 有権者数                 | 有権者数             | 5,742,747 |        |

## 国民議会総選挙
マラウイの国民議会は194議席からなる。BBCによれば、マラウイ会議党が60議席を獲得したほか、統一民主戦線が49議席、ムグウイリザノ連合が28議席、無所属が38議席となった。
なお、前回行われた1999年の選挙では、統一民主戦線が93議席を獲得したほか、マラウイ会議党が66議席、民主同盟が29議席であった。

### 国民議会総選挙の結果
| 政党名 | 得票数 | 得票率 | 議席数 |
| --- | ------ | ------ | ------ |
| マラウイ会議党 |        | .      | 59     |
| 統一民主戦線 |        | .      | 49     |
| ムグウイリザノ連合 - 共和党 (15 議席) - 人民進歩運動 (6 議席) - 真正民主変革運動 (3 議席) - マラウイ民主党 - マラウイ統一開発フォーラム - 国民統一党 - 人民変革党 |        | .      | 27     |
| 国民民主同盟 |        | .      | 8      |
| 民主同盟 |        | .      | 6      |
| 無所属 |        |        | 38     |
| 補欠選挙による選出者 |        |        | 6      |
| 合計 |        |        | 193    |
| 出典: SBS/IRIN/BBC (citing Malawi Election Commission)/Xinhua |        |        |        |

## 国際監視団
南部アフリカ選挙機構（Electoral Institute of Southern Africa：EISA）は、2004年度のマラウイにおける大統領選挙と議員選挙の監視を行った 。